# Shōya Nakajima
Shōya Nakajima (jap. 中島 翔哉, Nakajima Shōya; * 23. August 1994 in Hachiōji, Präfektur Tokio) ist ein japanischer Fußballspieler. Nachdem er seine Karriere in der japanischen Hauptstadt bei den Vereinen Tokyo Verdy und dem FC Tokyo begonnen hatte, wechselte er im Sommer 2017 nach Portugal zum Portimonense SC, wo er seinen Durchbruch schaffte. Nach einem kurzen Intermezzo in der Qatar Stars League beim al-Duhail SC, kehrte er zur Saison 2019/20 in die portugiesische Liga NOS zurück und schloss sich dem FC Porto an. Seit September 2022 spielt er bei Antalyaspor in der Süper Lig. Der japanische Nationalspieler gilt als vielseitig einsetzbarer Offensivspieler, der sowohl auf dem Flügel, als auch in der Zentrale als „Zehner“ eingesetzt werden kann.

## Karriere

### Verein
Nakajima stammt aus der Jugend des Vereins Tokyo Verdy, welcher zu dieser Zeit in der zweitklassigen J. League Division 2 spielte. Zur Saison 2012 rückte er in die Profimannschaft des Hauptstadtvereins auf. Für diese debütierte er am 14. September 2012 im Spiel gegen Avispa Fukuoka, als er in der 78. Minute eingewechselt wurde. Bereits fünf Minuten nach seiner Einwechslung erzielte er den Ausgleich zum 1:1-Endstand. Am 21. November konnte der erst 18-jährige beim 4:1-Sieg gegen den Tochigi SC einen Dreierpack erzielen. In seiner ersten Spielzeit gelangen ihm in acht Einsätzen vier Tore und eine Vorlage. In seiner zweiten Saison 2013 kam er in 21 Ligaspielen zum Einsatz, in denen er zwei Tore erzielte und eines assistierte.
Am 26. Januar 2014 wurde der Wechsel Nakajimas zum Erstligisten FC Tokyo bekanntgegeben. Sein neuer Klub lieh ihn jedoch umgehend an den Zweitligisten Kataller Toyama aus. Für Toyama erzielte er in 28 Saisonspielen 2 Tore. Am 29. August endete die Leihe und Nakajima kehrte zum FC Tokyo zurück. Bereits einen Tag später bestritt er sein Debüt in der J. League, als er gegen die Kashima Antlers in der Schlussphase eingewechselt wurde. Im weiteren Saisonverlauf kam er auf weitere vier Einsätze. In der folgenden Saison 2015 war er weiterhin nur Rotationsspieler und kam auf lediglich 13 Ligaeinsätze, in denen er ein Tor erzielen konnte. In der dritten Liga kam er dreimal für die J. League U-22 Auswahl zum Einsatz. Auch 2016 änderte sich zu Beginn an dieser Situation wenig. Er wurde im ersten Saisonspiel am 27. Februar 2016 bei der 0:1-Niederlage gegen Ōmiya Ardija eingewechselt und war danach bei der U-22 Auswahl in der Dritten Liga aktiv. Mitte April riss sich Nakajima außerdem das Innenband und fiel einen Monat aus. Erst am 18. Juni, vier Monate nach seinem letzten Einsatz, bestritt er wieder ein Spiel für die erste Mannschaft. Zum Saisonende wurde er zu einem wichtigen Bestandteil der Mannschaft des FC Tokyo. Am 27. August traf er gegen Nagoya Grampus in der 91. Minute zum 1:1-Ausgleich. Beim 3:0-Heimsieg gegen Shonan Bellmare am nächsten Spieltag netzte er erneut. Ein weiteres Tor und zwei Vorlagen kamen bis zum Saisonende hinzu. Im nächsten Jahr zeigte er vor allem im J.League Cup gute Leistungen. In sieben Spielen traf er dreimal und bereitete vier Tore vor.
Am 23. August 2017 wechselte Shōya Nakajima für ein Jahr auf Leihbasis zum portugiesischen Erstligisten Portimonense SC. Sein Debüt für den Aufsteiger bestritt er am 8. September gegen Benfica Lissabon. Bei der 1:2-Auswärtsniederlage konnte er den zwischenzeitlichen 1:0-Führungstreffer von Fabrício vorbereiten. Im nächsten Spiel gegen CD Feirense erzielte er beim 2:1-Heimsieg seine ersten beiden Tore für seinen neuen Verein und wurde zum ersten japanischen Doppeltorschützen in einem portugiesischen Wettbewerb. Auch vier Tage später, bei der 2:5-Niederlage im Estádio do Dragão beim FC Porto, netzte er für die Mannschaft aus Algarve. Portimonense verpflichtete den Mittelfeldspieler im Verlauf der Saison 2017/18 fest. Seine guten Leistungen wurden in dieser Zeit auch von diversen europäischen Spitzenklubs bemerkt, unter anderem wurde er von den deutschen Vereinen VfB Stuttgart, VfL Wolfsburg und Eintracht Frankfurt beobachtet. Im weiteren Saisonverlauf konnte Nakajima seine starke Form halten und trug mit 10 Toren und 12 Vorlagen in 29 Ligaspielen wesentlich zum erfolgreichen Klassenerhalt bei.
Auch in seine zweite Spielzeit in Portugal startete er mit guten Leistungen. Am 23. September 2018 erzielte er beim 3:2-Sieg gegen Vitória Guimarães zwei Tore und legte ein weiteres vor. Seine starken Leistungen wurden mit der Auszeichnung zum Spieler des Monats September gerühmt. Beim 4:2-Heimsieg über Sporting Lissabon am 7. Oktober konnte er erneut zwei Treffer erzielen, außerdem bereitete er die beiden anderen Treffer vor.
Anfang Februar 2019 wechselte Nakajima in die Qatar Stars League zum al-Duhail SC. Die für seine Dienste bezahlten 35 Millionen Euro machten ihn zum teuersten japanischen Fußballspieler. Davor waren die 28,4 Millionen Euro für Hidetoshi Nakata bei dessen Transfer von der AS Rom zum FC Parma die höchste Ablöse, die jemals für einen Japaner bezahlt wurden. Für seinen neuen Verein bestritt er in der verbleibenden Spielzeit 2018/19 noch sieben Ligaspiele, in denen er einen Treffer erzielen konnte.
Zur Saison 2019/20 kehrte er in die portugiesische Liga NOS zurück und wechselte zum FC Porto, wo er einen Fünfjahresvertrag unterzeichnete. Für 50 % der Transferrechte bezahlte der portugiesische Erstligist 12 Millionen Euro. Bei Porto schaffte er in eineinhalb Jahren nicht den Durchbruch und in dieser Zeit gelang ihm in 20 Ligaeinsätzen kein Tor.
Am 16. Januar 2021 wechselte er für ein halbes Jahr auf Leihbasis zum al Ain Club in die UAE Arabian Gulf League.
Nach einer weiteren Leihe zu seinem früheren Verein Portimonense wechselte er im Sommer 2022 zum türkischen Erstligisten Antalyaspor. Nach einer Saison, in der er 15 Ligaspiele bestritt, kehrte er im Sommer 2023 wieder in seine Heimat Japan zurück. Hier unterschrieb er einen Vertrag beim Erstligisten Urawa Red Diamonds.

### Nationalmannschaft
Im Juni 2011 wurde Shōya Nakajima anlässlich der U-17 Weltmeisterschaft in Mexiko in die U-17 Auswahl Japans einberufen. Bei der Endrunde war er in zwei Spielen im Einsatz und erzielte im Viertelfinale bei der 2:3-Niederlage gegen Brasilien ein Tor. Außerdem nahm er mit seinem Heimatland an den Olympischen Spielen 2016 in Rio de Janeiro teil. Er stand in allen drei Spielen in der Startformation. Beim 2:2-Unentschieden gegen Kolumbien erzielte er außerdem einen Treffer. Japan konnte sich mit dem 3. Platz in der Gruppenphase nicht für die Zwischenrunde qualifizieren.
Am 23. März 2018 debütierte Shōya Nakajima für die japanische A-Nationalmannschaft in einem Freundschaftsspiel gegen Mali. Er wurde in der 60. Minute für Takashi Usami eingewechselt und erzielte in der 93. Minute den 1:1-Ausgleich.